# Boris Fjodorowitsch Andrejew
Boris Fjodorowitsch Andrejew (russisch Борис Фёдорович Андреев; * 27. Januarjul. / 9. Februar 1915greg. in Saratow; † 25. April 1982 in Moskau) war ein sowjetischer Theater- und Filmschauspieler.

## Leben

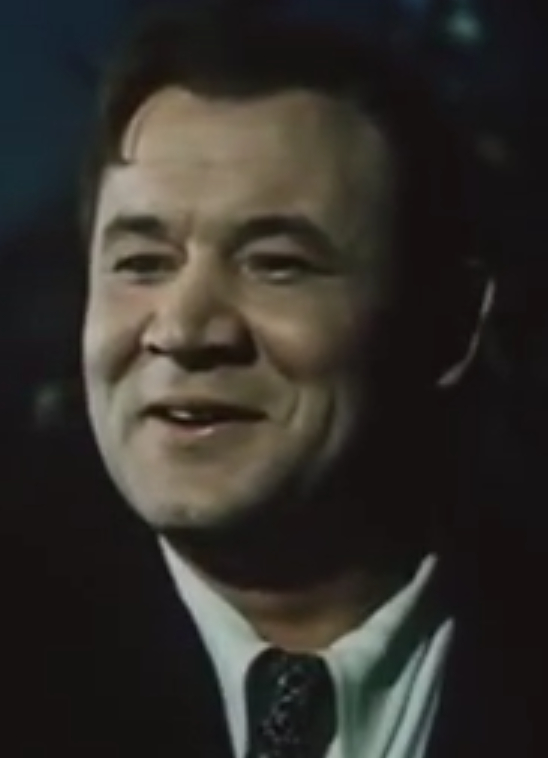
Boris Andrejew in Der Fall von Berlin

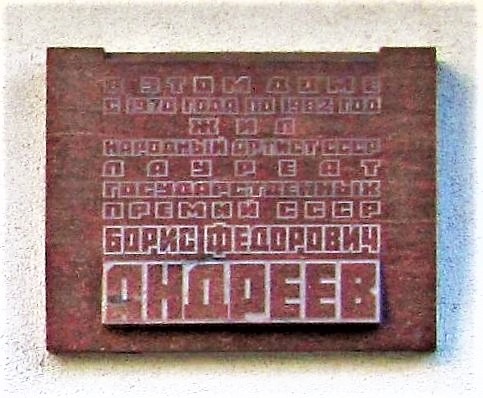
Erinnerungstafel am Wohnhaus Andrejews in Moskau

Andrejew entstammte einer Arbeiterfamilie. Er wuchs in Atkarsk auf und arbeitete zunächst als Elektromechaniker. In seiner Freizeit spielte er Theater und wurde hier von Schauspieler Iwan Slonow entdeckt. Er empfahl ihn an das Bühnentechnikum von Saratow, das Andrejew schließlich 1937 erfolgreich absolvierte. Er spielte anschließend ein Jahr lang am Theater in Saratow und wurde 1938 von Iwan Pyrjew nach Moskau geholt. Andrejew begann als Schauspieler für die Mosfilm zu arbeiten. Sein Filmdebüt wurde 1939 Pyrjews Junges Leben.
Andrejew war einer der aktivsten Schauspieler der Mosfilm in den 1940er-Jahren. Besonders oft trat er in Charakterrollen in Erscheinung und wurde mehrfach ausgezeichnet. Auf dem 2. Allunionsfestival erhielt Andrejew 1959 für seine Rolle in Poem vom Meer den 1. Preis. Für Eine große Familie erhielt er 1955 im Team auf den Internationalen Filmfestspielen von Cannes die Auszeichnung für den Besten Darsteller. Auf dem San Francisco International Film Festival wurde Andrejew 1963 für Optimistische Tragödie als Bester Nebendarsteller mit dem Golden Gate Award ausgezeichnet. In den Jahren 1948 und 1950 erhielt Andrejew den Stalinpreis. Im Jahr 1962 wurde ihm der Ehrentitel Volkskünstler der UdSSR verliehen. Parallel zu seiner Filmlaufbahn stand er von 1946 bis zu seinem Tod für das Moskauer Staatstheater der Kinodarsteller auf der Bühne.
Andrejew, der auch als Synchronsprecher für Animationsfilme arbeitete, verstarb 1982 in Moskau und wurde auf dem dortigen Wagankowoer Friedhof beigesetzt.

## Filmografie (Auswahl)
- 1939: Junges Leben (Трактористы)
- 1940: Das große Leben I (Большая жизнь. Часть 1)
- 1941: Bogdan Chmelnizki (Богдан Хмельницкий)
- 1944: Malachowhügel (Малахов курган)
- 1948: Das Lied von Sibirien (Сказание о земле Сибирской)
- 1949: Begegnung an der Elbe (Встреча на Эльбе)
- 1950: Der Fall von Berlin (Падение Берлина)
- 1950: Kubankosaken (Кубанские казаки)
- 1952: Das unvergeßliche Jahr 1919 (Незабываемый 1919-й)
- 1953: Der Junge vom Sklavenschiff (Максимка)
- 1954: Marinas Schicksal (Судьба Марины)
- 1954: Eine große Familie (Большая семья)
- 1956: Ilja Muromez (Илья Муромец)
- 1958: Poem vom Meer (Поэма о море)
- 1959: Trüber Morgen (Хмурое утро)
- 1961: Flammende Jahre (Повесть пламенных лет)
- 1962: Der Weg zum Hafen (Путь к причалу)
- 1963: Optimistische Tragödie (Оптимистическая трагедия)
- 1964: Die verzauberte Desna (Зачарованная Десна)
- 1967: Aladins Wunderlampe (Волшебная лампа Аладдина)
- 1972: Jim Hawkins wundersame Abenteuer (Остров сокровищ)
- 1973: Die Abiturientin (Абитуриентка)
- 1976: Flußfahrt mit Hindernissen (Первый рейс)
- 1982: Auftakt zur Schlacht (Предисловие к битве)